# Abnégation

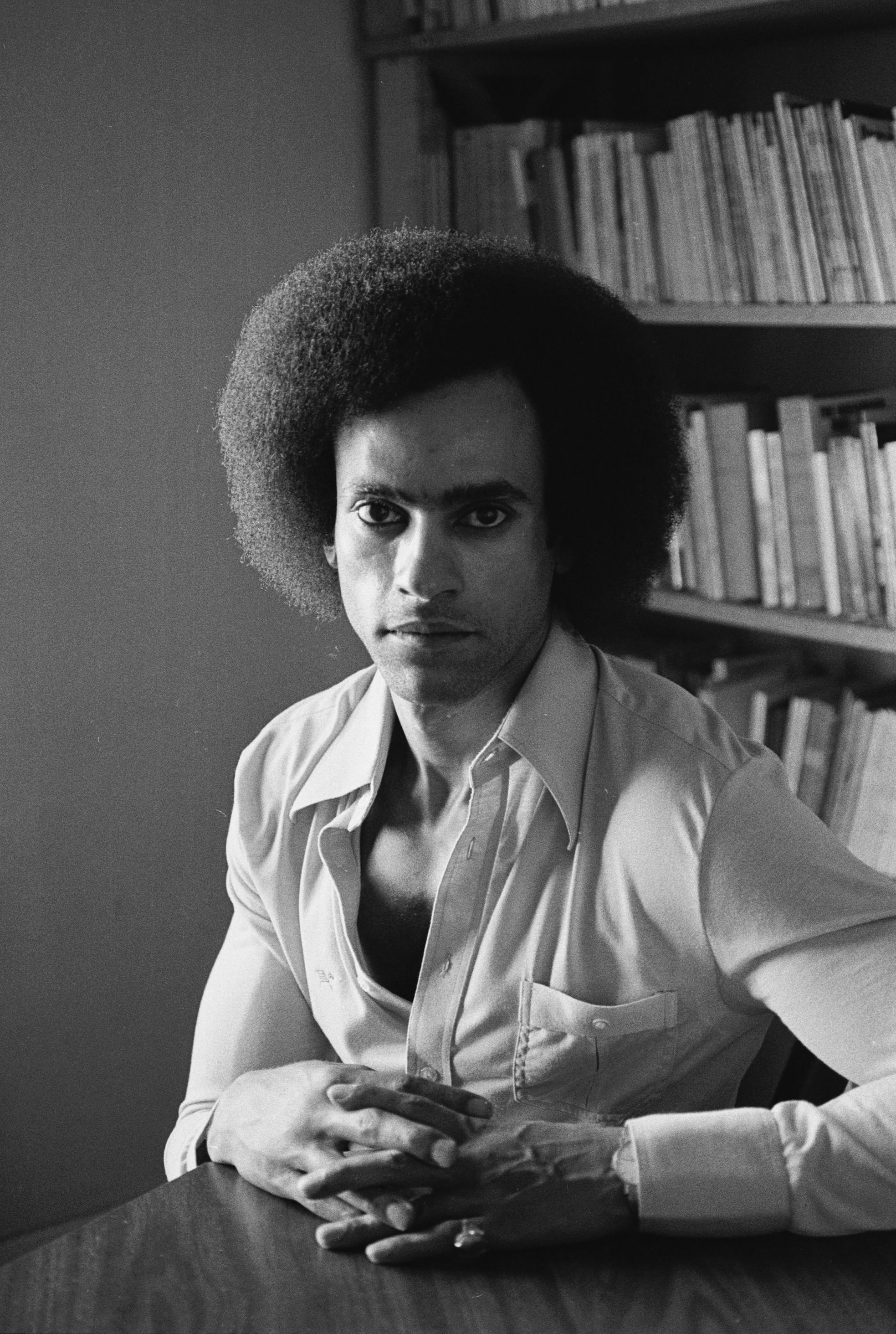
Huey P. Newton, un des leaders des Black Panthers, a voué sa vie à s'occuper des personnes défavorisées aux États-Unis.

Pour le film de 1919, voir Abnégation (film, 1919).
Pour le film de 1924, voir Abnégation (film, 1924).
L'abnégation est une vertu, une forme d'ascèse, de renoncement, d'abandon du bénéfice personnel pour le bien commun.

## Concept
L'abnégation est généralement définie comme une vertu, contraire de l'égoïsme, qui marque un renoncement au bénéfice personnel. 

## Utilisations

### Chez Schopenhauer
Arthur Schopenhauer mobilise l'abnégation sous le sens d'une négation de la volonté de vivre, dans Le Monde comme volonté et comme représentation.

### Chez Stuart Mill
John Stuart Mill valorise l'abnégation comme une vertu. Dans De l'assujettissement des femmes, il soutient que l'abnégation caractérise les femmes, car elles sont élevées dans la croyance de la nécessité de leur effacement au profit de leur famille

### Chez Renan
L'abnégation est considérée par Ernest Renan comme la cause de la victoire des Allemands sur les Français lors de la guerre franco-prussienne de 1870. Il écrit que « la victoire est toujours à l'abnégation. Le Germain conquit le monde, parce qu'il était capable de fidélité, c'est-à-dire d'abnégation ».

### Chez Mauss
Marcel Mauss traite, dans son Essai sur la nature et la fonction du sacrifice, du rôle social du sacrifice. Il fait de l'abnégation l'origine du sacrifice : « Dans tout sacrifice, il y a un acte d'abnégation, puisque le sacrifiant se prive et donne. Mais cette abnégation lui est souvent imposée comme un devoir. Car le sacrifice n'est pas toujours facultatif ; les dieux l'exigent ».

### Chez Jankélévitch
Vladimir Jankélévitch utilise le concept d'abnégation dans Le Je-ne-sais-quoi et le Presque-rien.

### En sociologie du travail
L'abnégation au travail est un sujet important de la sociologie du travail.

### Articles liés
- Altruisme
- Sacrifice humain
- Refus de parvenir